# Shelburne (Massachusetts)
Shelburne es un pueblo ubicado en el condado de Franklin en el estado estadounidense de Massachusetts. En el Censo de 2010 tenía una población de 1.893 habitantes y una densidad poblacional de 31,26 personas por km².

## Geografía
Shelburne se encuentra ubicado en las coordenadas 42°37′7″N 72°40′45″O / 42.61861, -72.67917. Según la Oficina del Censo de los Estados Unidos, Shelburne tiene una superficie total de 60.56 km², de la cual 59.99 km² corresponden a tierra firme y (0.95%) 0.58 km² es agua.

## Demografía
Según el censo de 2010, había 1.893 personas residiendo en Shelburne. La densidad de población era de 31,26 hab./km². De los 1.893 habitantes, Shelburne estaba compuesto por el 95.72% blancos, el 0.53% eran afroamericanos, el 0.16% eran amerindios, el 1.27% eran asiáticos, el 0% eran isleños del Pacífico, el 0.11% eran de otras razas y el 2.22% pertenecían a dos o más razas. Del total de la población el 0.53% eran hispanos o latinos de cualquier raza.